# Base Wasa
La Base Wasa (en sueco: Forskningsstationen Wasa) es una estación de investigación de Suecia en la Antártida. Está ubicada en el nunatak Basen en las montañas Kraul (o Vestfjella) de la costa de la Princesa Marta en la Tierra de la Reina Maud, a 200 m de la Base Aboa de Finlandia, que en conjunto suelen ser llamadas Base Nordenskiöld.

## Dirección
La estación está a cargo de la Secretaría de Investigación Polar Sueca (Polarforskningssekretariatet) y sólo tiene actividad durante el verano antártico. El nombre de la base recuerda a la Dinastía Vasa. La estación de investigación fue construida por la expedición antártica sueca de 1988-1989. 

## Edificación
El edificio principal es de madera, siendo sus dimensiones de 15,5 x 7,6 metros, y está construido sobre pilotes de 1,5 metros de altura para evitar la acumulación de nieve. Consta de cuatro dormitorios, una amplia cocina y sala de estar. Además, hay sauna, ducha y lavandería. La estación tiene capacidad para 12 a 16 personas. El edificio de los generadores es de 7,5 x 6 metros, y consta de tres contenedores ensamblados que contienen los generadores, instalaciones de suministro de agua y talleres. Para almacenes se utilizan contenedores de 15 pies. Las fuentes de alimentación principalmente son la energía solar y la eólica. El acceso a la estación es por vía aérea, las cargas más grandes son transportados por tierra desde la estación alemana Neumayer III a la que se puede llegar por barco.

## Investigaciones
La investigación sueca en la Antártida incluye la glaciología, la geodesia, la medicina polar, la epidemiología, la ecología de los microorganismos y la investigación ambiental.
En 1991 se inició un proyecto ambiental con el fin de adquirir los conocimientos básicos sobre el entorno natural en el área donde están las bases Wasa, Aboa y Svea. El proyecto se ejecuta en cooperación con Finlandia y el conocimiento adquirido será la base para un plan de gestión conjunta de las actividades de ambos países en la zona.